# Chaland de Loire

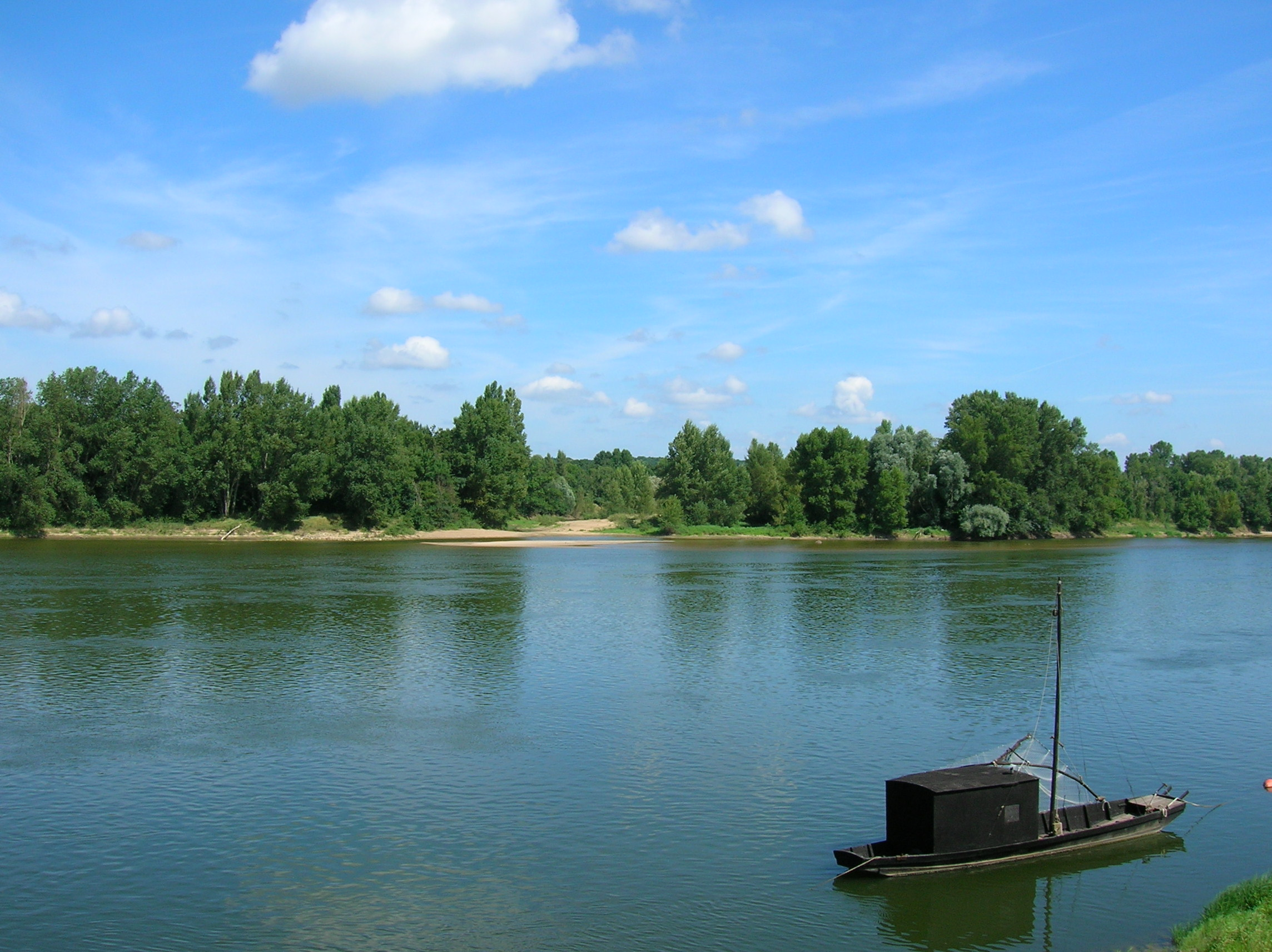
Une toue cabanée à Bréhémont.

Le chaland de Loire (appelé aussi gabare à partir de la fin du XVIIIe siècle) est un type de grand bateau de transport sur la Loire et ses grands affluents : le Cher, le bassin de la Maine, la Vienne... Il remonte assez peu en amont de Nevers.

## Description
Dans la grande famille des bateaux de la Loire, le chaland est le plus grand. Il est long de 15 à 30 m et il peut porter jusqu'à 80 tonnes pour les plus grands. Certains d'entre eux atteignent 32 m de long.
Son fond plat, caractéristique de tous les bateaux fluviaux, se redresse à l'avant pour former la levée qui lui permet d'accoster frontalement par rapport à la grève. Son tirant d'eau à pleine charge est proche de 1 m ; à vide il est d'environ 45 cm. Pendant longtemps, la poupe (l'arrière) est aussi à levée, et à la fin du XVIIIe siècle, se redresse jusqu'à former un tableau arrière rectangulaire. On les nomme alors parfois « bateaux à deux levées ».
Les flancs (bordés) du chaland sont formés de cinq à six longues planches horizontales, les bords, qui sont assemblées à clins, c'est-à-dire qu'elles se recouvrent partiellement comme les tuiles d'un toit. Il semble que cette conception soit d'origine scandinave, bien que cette technique ait déjà été présente dans le nord ouest de la France en raison des relations avec les peuples germaniques occidentaux comme les Saxons. Il est généralement construit en chêne pour la robustesse. Le chaland est équipé à l'arrière d'un gros treuil horizontal, le guinda, qui sert à de multiples usages, parmi lesquels la montée ou l'abaissement du mât — qui s'abaisse vers l'avant pour passer les ponts. On trouve parfois un guinda à l'avant pour les manœuvres des ancres.
À l'arrière se trouve le gouvernail, nommé piautre. Celui-ci est à axe de rotation oblique incliné vers l'avant. Il résulte d'une évolution de l'aviron de queue initial utilisé en gouverne. On retrouve ce genre d'appareil sur de nombreux bateaux du monde entier, comme sur le Nil, 2000 ans avant notre ère. Le grand safran de la piautre est triangulaire et peut atteindre 4 mètres de long. C'est un outil facilement adaptable et efficace qui joue également le rôle de plan anti-dérive. Sur la chute gauche de la voile était souvent fixée une patte dans laquelle était engagé l'extrémité bifide d'une perche similaire au beitiàss scandinave, servant à raidir et à mieux faire porter la chute de la voile. En loire, elle était appelée boitas, mot issu de l'ancien scandinave.
Enfin le chaland « vergé » (mâté) est gréé d'un haut mât généralement de 12 à 15 mètres mais certains atteignent 20 m. Sa voile carrée, d'une surface qui peut atteindre 200 m2 grâce à son long mât, qui lui permet de remonter la Loire de Nantes à Orléans le plus souvent, rarement jusqu'à Briare, en profitant du vent d'ouest dominant, le « vent de mar » ou « vent de galerne ». Au-delà du coude que fait la vallée de la Loire à Orléans et qui épuise ce vent, les chalands avaient recours au halage. 
Les chalands sont le plus souvent utilisés en convois de deux à huit bateaux, exceptionnellement dix, liés les uns aux autres. Le premier bateau d'un convoi est la sentine-mère, suivi du tirot et parfois du sous-tirot. Le dernier bateau du convoi est appelé yssot, aussi appelé soubre ou soubriquet. Généralement, seuls la sentine-mère, le tirot et éventuellement le sous-tirot portent une voile ; l'yssot ou soubre n'ayant ni voile ni gouvernail. Les trains, ou convois, sont appelés eschegaux en Loire moyenne, bacquins vers l'Allier et la Dore, et éclusées sur les canaux de Briare ou d'Orléans.
Dans ses versions plus petites, on trouve parfois le chaland désigné sous le nom de « mahon » ou « mahonne ». Il est possible que des mariniers de Loire aient rapporté ce terme qui désigne un bateau de charge turc, de leur service dans la Marine Royale.
Il existe aussi la saumuroise ou cul-de-poule, et la nantaise : ces chalands ont l'étrave pointue (et non en tableau)
et la poupe arrondie (et non en sifflet).

## Répliques de chalands
Ce type d’embarcations a fait l'objet de répliques :
- Val de Vienne, lancé en 1989[4] et restauré entre 2023[5] et 2025[6] ;
- Nonchalante, restauré en 2023[7];
- Montjeannaise, construite pour le bicentenaire de la Révolution en 1989 et à terre depuis 2021[8].